# Ecuador en los Juegos Paralímpicos de Sídney 2000
Ecuador estuvo representado en los Juegos Paralímpicos de Sídney 2000 por tres deportistas, dos hombres y una mujer. El equipo paralímpico ecuatoriano no obtuvo ninguna medalla en estos Juegos.